# Katia, regina senza corona
Katia, regina senza corona (Katia) è un film del 1959 diretto da Robert Siodmak e interpretato da Romy Schneider.
Lo stesso soggetto venne utilizzato per realizzare un film nel 1938 diretto da Maurice Tourneur.

## Trama
Il film racconta la storia romanzata della improvvisa e travolgente passione dello Zar Alessandro II di Russia per Ekaterina Michajlovna Dolgorukova, una giovane principessa della nobiltà decaduta.
Nel 1865, la principessa Katia Dolgurockij è un'allieva dell'Istituto Smolny, un Collegio imperiale per giovani nobili a San Pietroburgo, ed infatuata dello zar, tanto da custodire devotamente la sua immagine sotto il cuscino. Carattere riottoso e indocile, per evitare un altro zero in condotta millanta alla direttrice di aver personalmente incontrato il sovrano. Quando la prevista visita della zarina, ora indisposta, al collegio per la premiazione delle migliori allieve si presenta lo zar, questi sta al gioco di Katia e conferma la sua versione, invitandola poi ad una passeggiata in slitta. Lei gli racconta della crisi finanziaria vissuta dalla sua famiglia dopo la morte del padre e delle difficoltà del fratello per farvi fronte.
Lo zar, a dispetto delle molte molteplici opinioni contrarie, fa annunciare la fine della servitù della gleba. L'incontro di Katia ha prodotto immediati effetti: Alessandro II promuove il fratello ufficiale nel primo reggimento della guardia imperiale, e fa restituire una collana che erano stati costretti a vendere. La famiglia Dolgurokij viene presentata a corte, e Katia balla con lo zar suscitando immediate invidie tra gli astanti. La frequentazione della giovane porta a un duello tra un ufficiale e il fratello di Katia, che muore. Alessandro manda Katia in Francia a proseguire gli studi per 2 anni. In una visita di Stato a Parigi lo zar subisce un attentato alla sua vita, dal quale esce indenne: si reca quindi al palazzo dove Katia abita, amandola e promettendo di sposarla in caso di morte della zarina. Chiede alla giovane di tornare a San Pietroburgo, allacciando una relazione passionale, invisa ai ministri. Kubarov, il potente Ministro di Polizia, fa appello alla zarina Maria affinché prema su Alessandro per abbandonare l'amante, sostenitrice di istanze e riforme liberali. Frattanto, lo zar subisce un altro fallito attentato da un rivoluzionario alla dimora di Katia. L'inferma Maria nomina Katia sua dama di compagnia, evitando al consorte di attraversare la città nel pericolo. L'imperatrice muore, le minacce allo zar si moltiplicano, e Katia e Alessandro si sposano appena in tempo prima che esploda una bomba al Palazzo e un'attentatrice del gruppo Terra e libertà, ferita, entri armi in pugno nelle stanze private della nuova zarina, minacciandola. Katia spiega alla donna che lo zar è a favore della promulgazione della Costituzione, mentre il terrore lavora a favore dei reazionari, risoluti ad affondare le riforme di Alessandro, e fa uscire da un varco nascosto la giovane. La tregua da attentati regge ma una congiura ordita dal gruppo di politici reazionari di Kubarov per sobillare gli studenti rivoluzionari reclusi, che erano prossimi all'amnistia che sta per essere annunciata da Alessandro assieme alla fine del regime oppressivo, ad una fuga dal carcere, porta alla loro morte. Il gruppo di Terra e libertà crede che il regime abbia tradito le promesse e per vendicarsi pianifica un altro attentato contro lo zar, impegnato nei preparativi per l'incoronazione di Katia.
Alessandro non sfugge all'ennesimo attentato, stavolta mortale, del gruppo ribelle. Le speranze di una Costituzione liberale nell'Impero russo svaniscono.

## Produzione

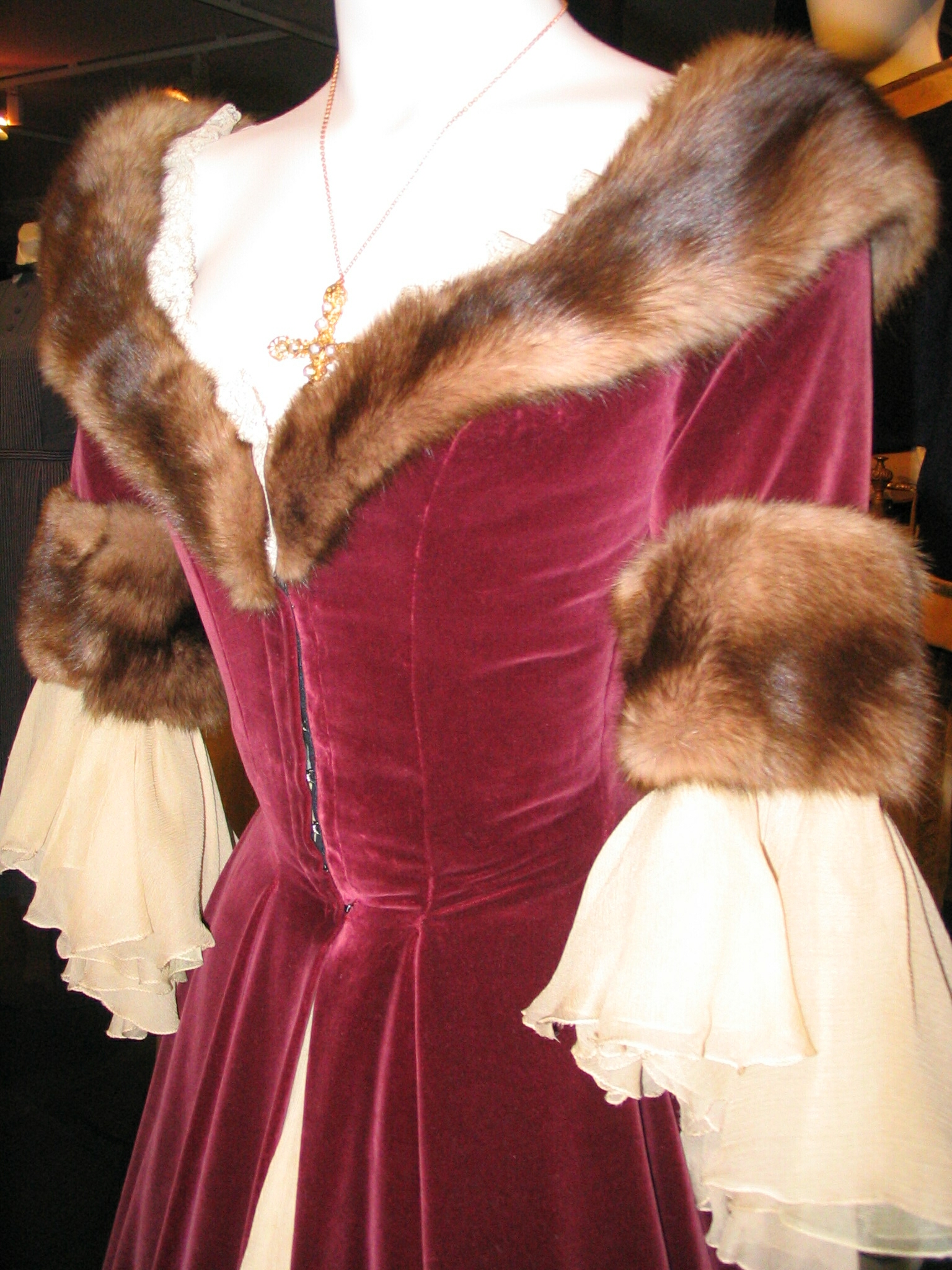
Uno dei costumi disegnati da Rosine Delamare

Prodotto dalla Spéva Films, il film venne girato a Parigi e a Vienna presumibilmente nell'autunno del 1959.

## Distribuzione
Il film venne proiettato per la prima volta in Germania Ovest il 22 dicembre 1959. In Francia venne distribuito nelle sale cinematografiche il 20 gennaio 1960. Negli Stati Uniti uscì con il titolo "Magnificent Sinner" il 24 aprile 1963.